# 寺尾太郎左衛門
寺尾 太郎左衛門（てらお たろうざえもん、生没年不詳）は、戦国時代の武将、信濃国埴科郡寺尾城主。修理亮直閑が相当するか。
村上義清に従って武田信玄の信濃侵攻に抵抗していたが、天文19年（1550年）、真田幸隆の誘いに応じて武田方に寝返り、居城に篭って村上義清・高梨政頼と争うが、敗れてしまった。一時期越後へ入っていたようだが、後に武田方に再度降って信濃先方衆となった。
子に信毎が居り、武田家の滅亡後は上杉景勝に譜代衆として仕官している。